# Tjerkessiska skönheter

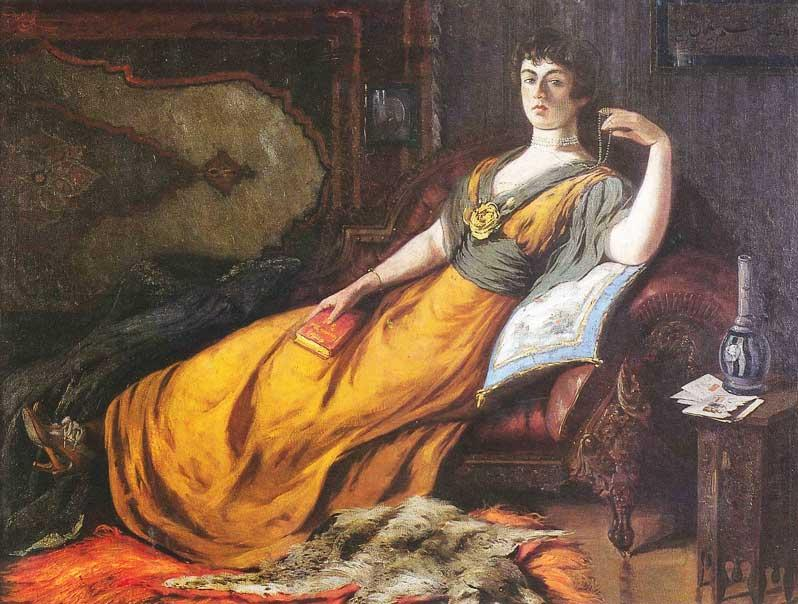
En målning föreställande Şehsuvar Hanım, en tjerkessisk kvinna ur den osmanske sultanen Abd ül-Mecid II:s harem (1898).

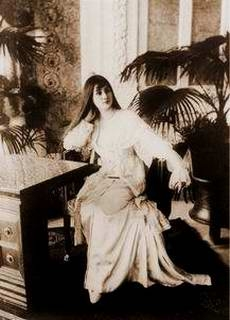
Ikbal Hanim

Tjerkessiska skönheter var en idealbild i Mellanöstern och senare i Västvärlden av tjerkessiska kvinnor från Kaukasus. Dessa betraktades enligt denna stereotyp som ovanligt vackra, livliga, eleganta och lämpliga som konkubiner i ett harem. 

## Historik
Bakgrunden till stereotypen var det faktum att tjerkessiska kvinnor sedan medeltiden och framåt var eftertraktade inom slavhandeln till Mellanöstern. En mindre del av dem köptes också av slavhandlare från Genua i Slavhandeln på Svarta havet och slavhandeln på Balkan och hamnade som ancillae-slavinnor i Italien. Tjerkessiska slavflickor var eftertraktade bland de kvinnor som köptes in till kungliga muslimska harem, som det kejserliga haremet i Osmanska riket, Safavidernas harem i Persien och khedivens harem i Egypten, och denna sexuella slavhandel skapade ett rykte om deras ovanliga skönhet i Västvärlden, där de blev en del av fördomsfull orientalism. 
I Mellanöstern var tjerkessiska kvinnor eftertraktade på slavmarknaden på grund av sitt utseende, då de var omtalade för sin skönhet och beskrevs som blonda, ljushyade och grönögda. Enligt muslimsk sed fick muslimer inte hålla andra muslimer som slavar, men denna sed åsidosattes ifråga om cirkasserna. Tjerkessiska slavflickor blev inte tillfångatagna med tvång utan sålda av sina familjer, som uppfostrade sina döttrar till att eftertrakta en framtid i lyx som konkubin i ett kungligt harem. Denna handel pågick från medeltiden men växte stort sedan slavhandeln på Krim stängts av 1774 och inflödet av tillfångatagna östeuropeiska kvinnor till slavmarknaden avstannat. Den fortsatte fram till att cirkasserna fördrevs från Ryssland på 1860-talet. Många cirkasser emigrerade då till Osmanska riket: att sälja sina döttrar fortsatte då bland fattiga tjerkessiska flyktingfamiljer i Osmanska riket ett slag, innan denna handel slutligen ebbade ut. 
I Västvärlden omtalades tjerkessiska kvinnors skönhet och användes inom reklam för bland annat skönhetsprodukter, och av kvinnliga cirkusartister som framställde sig som tjerkesser.